# تطهير ألمانيا النازية الإثني لمنطقة زاموشتش
نُفذ تطهير ألمانيا النازية الإثني لمنطقة زاموشتش (بالألمانية: Aktion Zamosc، وكذلك باسم: Operation Himmlerstadt) إبّان الحرب العالمية الثانية كجزء من خطة أكبر للترحيل القسري لجميع السكان البولنديين من المناطق المستهدفة في بولندا المحتلة، وذلك تمهيدًا لتوطين جماعة الفولكس دويتشه الإثنية الألمانية التي ترعاها الدولة. جرت عملية الطرد الجماعي من منطقة زاموشتش (التي تقع الآن في محافظة لوبلين، بولندا) بين نوفمبر 1942 ومارس 1943 بأمر مباشر من هاينريش هيملر. خطط لذلك التطهير الإثني مسبقًا كلا من أوديلو جلوبوسنيك وهيملر ضمن عملية رينهارد، كمرحلة أولى من التطهير الإثني القاسي، وذلك تمهيدًا لألمنة كامل أراضي الحكومة العامة في نهاية المطاف.
في التأريخ البولندي، تُسمى الأحداث المحيطة بمداهمات النازيين الألمان باسم أطفال منطقة زاموشتش، وذلك للتأكيد على إلقاء القبض المتزامن على نحو 30 ألف طفل في ذلك الوقت، الذين اختُطفوا من والديهم ونُقلوا من منطقة زاموشتش إلى معسكرات الاعتقال والسخرة في ألمانيا النازية. وفقًا لمصادر تاريخية، طردت الشرطة والجيش الألماني نحو 116,000 رجل وامرأة بولنديين في غضون بضعة أشهر خلال عملية زاموشتش.

## التهجير القسري للسكان في منطقة زاموشتش
هاجمت ألمانيا النازية الاتحاد السوفييتي في 22 يونيو 1941، وفي الأجواء المبهجة التي أحاطت بانتصاراتها الأولية، كان هيملر أول من حدد ملامح برنامج عملية زاموشتش مع الحاكم هانز فرانك الذي طلب في البداية إرجاء البرنامج إلى حين وقوع النصر الكامل، وذلك على الرغم من أنه كان مقتنعًا بخلاف ذلك. وفقًا للخطة العامة الشرقية، تم أول ترحيل قسري للسكان البالغ عددهم 2000 نسمة من قرى مختارة بين 6 و25 نوفمبر 1941، في حين بدأ البرنامج العام للترحيل بعد عام في ليلة يوم 27-28 نوفمبر 1942 في قرية سكيرببيزوف والمناطق المجاورة لها. بحلول ذلك الوقت، كانت عملية رينهارد القاتلة تحدث على قدم وساق.
شملت عمليات الطرد مناطق هروبيشوف، وتوماشوف لوبلسكي، وزاموشتش، وبيلجوارج، واكتملت في مارس 1943. بلغ مجموع القرى البولندية التي أُخليت من سكانها 297 قرية. أُنشئ معسكر اعتقال في زاموشتش حول شوارع بيوسدكيغو وأوكساي. في البداية، كان معسكر الاعتقال هذا معسكرًا انتقاليًا لأسرى الحرب السوفييت، وأُعيد بناؤه وجرى توسيعه بإضافة 15 ثكنة جديدة لسجن الأسر المجمعة. عُين آرتور شوتز بصفته القائد الأعلى للمعسكر. من هذا المعسكر، أُرسل إلى مكان آخر أطفال لا تتجاوز أعمارهم 14 سنة، وقد كُتبت أسماؤهم بالألمانية. يقدّر المؤرخون أن نحو 116,000 شخص أُجبروا على الرحيل من منطقة زاموشتش، ومن بينهم 30,000 طفل.